# Vava Dudu
Pour les articles homonymes, voir Vava et Dudu.
Vava Dudu (née le 2 août 1970 à Paris) est une artiste pluridisciplinaire française d'origine martiniquaise.

## Biographie
En 1998, elle travaille avec Fabrice Lorrain à la sortie de l’école de stylisme parisienne Fleuri Delaporte. En 2004, elle travaille pour les 3 Suisses. Marilyn Manson, Bjork, Neneh Cherry, Kate Moss, Lady Gaga et John Galliano sont clients et le musée Galliera expose leurs modèles. Avec son groupe La chatte, elle apparait dans l'émission Des mots de minuit. Elle réalise les motifs et la musique du défilé Courrèges en 2019.

## Expositions
- Ambiance, Galerie 12mail, 2010[10],[11],[12].
- Lady Gaga à Gogo, Galerie Chappe, 2010[13].
- Crash Océan, Le Confort moderne, 2012[14].
- Une tradition matérielle, Frac Poitou-Charente, 2014[15].
- Fanzinothèque Moderne, avec Le Confort moderne, 2016[16].
- Vertige profonde, Salon du salon, 2017[17].
- Extases Grands formats, Galerie Iconoclastes, 2017[18].
- Workshops Ambiance J'avoue Ziva, Lafayette Anticipations, 2018[19].
- Tainted love/Club Edit, Villa Arson, avec le Confort moderne, 2019[20],[21].
- Interdimensions sensuelles, Galerie Charraudeau, 2019.
- You, avec Lafayette Anticipations, Musée d'Art moderne de la ville de Paris, 2019[22].

## Discographie
- 2003: Création du groupe la Chatte[23].
- 2019: Ouais (African Acid is The Future)[24],[25].

## Récompenses
- 2001: prix de l’Association nationale pour le développement des arts de la mode[26].